# Torii Kiyonobu II
Torii Kiyonobu II (鳥居 清信?; fl. XVIII secolo) è stato un pittore e incisore giapponese, allievo e successore di Torii Kiyonobu I.

## Biografia

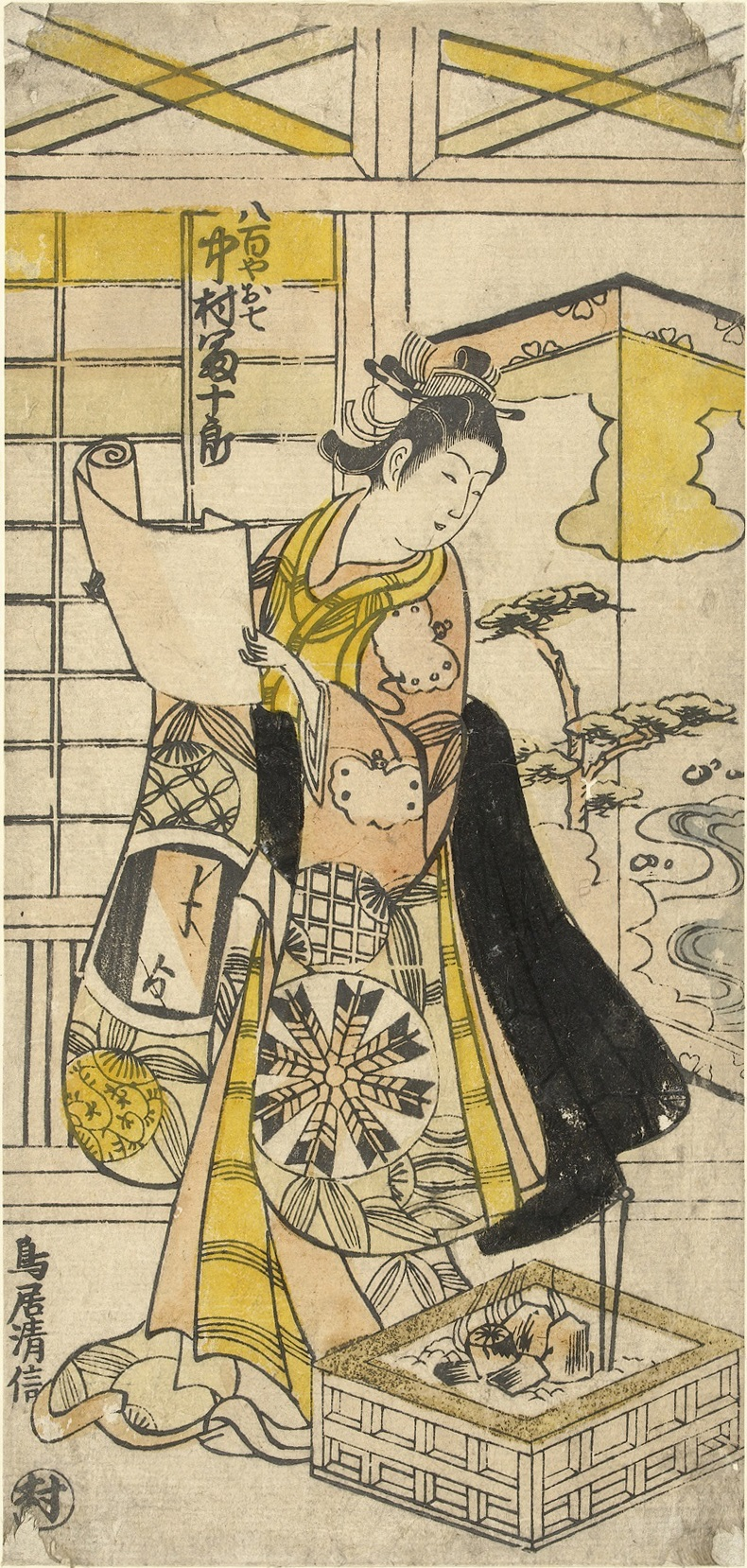
"L'attore Nakamura Tomijūrō I nel ruolo di Yaoya Oshichi", opera di Kiyonobu II.

La figura di Torii Kiyonobu II è legata indissolubilmente a quella del suo maestro Torii Kiyonobu I, fondatore della scuola Torii, tanto da rendere impossibile distinguere le sue prime opere da quelle del maestro, assumendo una mano più autonoma solo negli ultimi anni di attività.  Presso l'Art Institute of Chicago è conservata una stampa databile 1727, due anni prima della morte Kiyonobu I, firmata "Ni dai-me Torii Kiyonobu fude" (pennello di Torii Kiyonobu II).
Sono ignoti anche i legami di parentela tra Kiyonobu I, Torii Kiyomasu I e II. Secondo Kazuo Inoue Kiyonobu II visse dal 1702 al 1752 e che il nome della sua famiglia era Teishirō.